# Michel Lomme
Michel Lomme (Ukkel, 16 september 1955) is een gewezen Belgische voetballer.

## Carrière
Michel Lomme begon als Brusselaar zijn carrière bij RSC Anderlecht. In 1975 maakte de verdediger de overstap naar het eerste elftal. Hij kreeg van trainer Hans Croon veel speelkansen. Lomme speelde als rechtsachter en won in 1976 met Anderlecht de Beker van België en de Europacup II. Lomme stond tijdens de finale van de Europacup II de volledige wedstrijd op het veld. Hij verving de geblesseerde Erwin Vandendaele.
Een jaar later trekt hij naar het naburige Union Sint-Gillis, dat in toen in Tweede Klasse speelde. Union haalde dat seizoen de eindronde, maar verkeerde in financiële moeilijkheden waardoor Lomme besloot terug te keren naar Anderlecht, waar hij zich bij de reserves aansloot. Nog één keer speelde hij mee met het eerste elftal. In 1979 verhuisde hij opnieuw naar Union. Deze keer eindigde de club in Tweede Klasse in de degradatiezone. Nadien kwam Lomme nog voor enkele bescheiden clubs zoals o.a. KSK Halle en FC Negenmanneke uit.
Na zijn spelerscarrière werd Lomme verantwoordelijk voor het veteranenelftal van Anderlecht. Hij werd ook directeur van een Fortis-bank in Sint-Pieters-Leeuw.